# Балка Широка (притока Кальміусу)
Ба́лка Широ́ка — балка (річка) в Україні у Кальміуському районі Донецької області. Ліва притока річки Кальміусу (басейн Азовського моря).

## Опис
Довжина балки приблизно 3,15 км, найкоротша відстань між витоком і гирлом — 3,07 км, коефіцієнт звивистості річки — 1,03. Формується декількома балками та загатами.

## Розташування
Бере початок у селі Григорівка. Тече переважно на північний захід і між селами Старомар'ївка і Миколаївка впадає в річку Кальміус.

## Цікаві факти
- На правому березі балки на північній стороні на відстані приблизно 3,86 км пролягає автошлях Т 0512[3] (автомобільний шлях територіального значення у Донецькій області. Пролягає територією Волноваського та Кальміуського районів через Волноваху — Андріївку — Мирне — Бойківське. Загальна довжина — 50,7 км.).
- У XX столітті на балці існувало декілька газових свердловин[4].